# Lục bát (thể thơ)
Lục bát (chữ Hán: 六八) là một thể thơ của Việt Nam, đúng như tên gọi, một cặp câu thơ cơ bản gồm một câu sáu âm tiết và một câu tám âm tiết, phối vần với nhau. Một bài thơ lục bát gồm nhiều câu tạo thành không hạn chế số câu.

## Niêm, luật, vần
Các tiếng mang thanh huyền và thanh ngang được gọi là thanh bằng; mang thanh sắc, hỏi, ngã, nặng được gọi là thanh trắc. Quy tắc cơ bản của cặp câu lục bát là các tiếng thứ 2, 6, 8 mang thanh bằng, tiếng thứ 4 mang thanh trắc, còn lại có thể tùy ý. Đuôi câu lục vần với tiếng thứ sáu của câu bát, đuôi câu bát vần với đuôi câu lục sau. Nếu tiếng thứ sáu của câu bát là thanh ngang (dương bình) thì tiếng thứ 8 phải là thanh huyền (âm bình) và ngược lại.
Vần của thơ lục bát cũng giống như vần trong thơ nói chung, bao gồm hai loại là vần chính (giống nhau phụ âm cuối, khác phụ âm đầu) và vần thông (âm na ná nhau).
Ví dụ câu 3241-3244 trong Truyện Kiều:
Ngẫm hay muôn sự tại trời,
Trời kia đã bắt làm người có thân
Bắt phong trần phải phong trần
Cho thanh cao mới được phần thanh cao.

## Biến thể
Biến thể lục bát rất đa dạng, có thể chia làm ba loại là sai khác về số âm tiết, về niêm luật và về vần hoặc tổ hợp của hai, ba loại trên.
Ví dụ sai khác số âm tiết: Câu thơ của Chủ tịch Hồ Chí Minh thừa một tiếng ở câu bát.
Trẻ em như búp trên cành,
Biết ăn, biết ngủ, biết học hành là ngoan.
Ví dụ về sai khác niêm luật:
- Loại 1: Âm tiết thứ 2 sai luật bằng - trắc

Mai cốt cách, tuyết tinh thần
Mỗi người một vẻ, mười phân vẹn mười
- Loại 2: Câu ca dao có âm tiết thứ 2 và thứ 4 sai luật bằng-trắc

Lươn ngắn lại chê chạch dài,
Thờn bơn méo miệng chê trai lệch mồm.
Ví dụ về sai khác phối vần: Hình thức phối vần ở đuôi câu 6 và giữa câu 8 khá phổ biến.
Con vua thì được làm vua
Con sãi ở chùa, thì quét lá đa.

## Lịch sử và sự phổ biến
Lục bát là thể thơ phổ biến trong kho tàng văn hóa dân gian Việt Nam, từ ca dao, tục ngữ đến lời các bài hát dân ca, truyện thơ dân gian. Thể thơ lục bát xuất hiện khi nào vẫn chưa có căn cứ xác đáng để chứng minh. Một số ý kiến cho rằng lục bát trong nhiều tác phẩm văn học viết vào thế kỷ XVI còn chưa chặt chẽ cả về phối thanh lẫn vần luật nên có lẽ thể thơ lục bát mới xuất hiện trong giai đoạn này.
Truyện Kiều của Nguyễn Du là đỉnh cao của thơ ca lục bát xét ở nhiều khía cạnh, với Truyện Kiều, thơ lục bát đã được sử dụng trong sáng tác bác học một cách chuẩn mực, chặt chẽ, linh hoạt và khéo léo.
Nhiều nhà thơ mới và hiện đại sau này cũng sử dụng thể thơ lục bát trong các sáng tác của mình.

## Một số bài thơ Lục bát
- Quê hương (Tác giả: Nguyễn Đình Huân)
- Khi con tu hú (Tác giả: Tố Hữu)
- Quê hương nỗi nhớ (Tác giả: Hoàng Thanh Tâm)
- Miền quê (Tác giả: Trần Đức Trung)
- Truyện Kiều (Tác giả: Nguyễn Du)